# Potcoava-See
Der Potcoava-See ist ein Schutzgebiet in Natur- und Landschaftsschutz der  IUCN-Kategorie IV Biotop- und Artenschutzgebiet (Gewässer- und Vogelschutzgebiet) im Nationalpark Biosphärenreservat Donaudelta. Er befindet sich auf dem Areal der Gemeinde Crișan, im Kreis Tulcea, in Rumänien.

## Beschreibung
Der Potcoava-See wurde durch das Gesetz Nummer 5 vom 6. März 2000 sowie durch den Gerichtsbeschluss Nr. 2.151 vom 30. November 2004  zum Naturschutzgebiet von nationaler Bedeutung ausgewiesen. Als Teil des Nationalparks Biosphärenreservat Donaudelta gehört er zum Weltnaturerbe der UNESCO.
Der Potcoava-See erstreckt sich im Norden des Donaudeltas, auf dem Areal der Gemeinde Crișan, im Kreis Tulcea. Er ist Teil des Seenkomplexes Obretinul Mic–Gorgova, zu dem auch die Seen Babinții Mari, Babinții Mici und Potcoava gehören. Eine Fläche von 6,25 km² wurde 1994 erstmals unter Naturschutz gestellt und im Jahr 2000 als Biotop zum Artenschutz ausgewiesen und dem Nationalpark Biosphärenreservat Donaudelta angegliedert.

## Fauna
Der Potcoava-See ist als Lebensraum für zahlreiche Vogelarten, wie Purpurreiher (Ardea purpurea),  Rallenreiher (Ardeola ralloides), Graureiher (Ardea cinerea),  Teichralle (Gallinula chloropus), Sichler (Plegadis falcinellus), Zwergscharbe (Phalacrocorax pygmeus), Wasserralle (Rallus aquaticus),  Zwergtaucher (Tachybaptus ruficollis), Zwergdommel  (Ixobrychus minutus), Rohrdommel (Botaurus stellaris), Schnatterente (Anas strepera), Kolbenente (Netta rufina), Rothalstaucher  (Podiceps grisegena) und Seeadler (Haliaeetus albicilla) von Bedeutung.
Er ist auch ein Zufluchtsort für Säugetiere wie Fischotter (Lutra lutra), Nerz (Mustela lutreola), Hermelin (Mustela erminea) und Wildschwein (Sus scrofa).
Der Potcoava-See beherbergt einige Fischarten wie Karausche (Carassius carassius) und Schleie (Tinca tinca), aber auch Rotfeder (Scardinius erythrophthalmus) und Hecht (Esox lucius) sind hier anzutreffen.